# Siddharth Narayan
Siddharth Suryanarayan, zwany też Siddharth, Siddhu czy Sid (ur. 17 kwietnia 1979 w Tamilnadu) – indyjski aktor (matka jest z pochodzenia Tamilką). Występuje w filmach w języku tamilskim, telugu i hindi. Kształcił się w Ćennaj, Mumbaju i Delhi.

## Filmografia

### Aktor
| Rok  | Tytuł                          | Rola            | Język    | Uwagi |
| ---- | ------------------------------ | --------------- | -------- | --- |
| 2010 | Baava                          | Krishna         | telugu   | w produkcji                                                                                                 |
| 2010 | Yodha                          |                 | telugu   | w produkcji, partnerować będzie mu Shruti Hassan.                                                           |
| 2010 | Striker                        | Surya           | hindi    | śpiewa w dwóch piosenkach „Bombay Bombay” i „Haq se”                                                        |
| 2009 | Oy!                            | Uday            | telugu   | śpiewa w piosence Oy! Oy!                                                                                   |
| 2009 | Konchem Istham Konchem Kastham | Siddharth       | telugu   | |
| 2007 | Blood Brothers                 | Arjun Dutt      | hindi    | krótkometrażowy film                                                                                        |
| 2007 | Aata                           | Sri Krishna     | telugu   | śpiewa w playbacku                                                                                          |
| 2006 | Bommarillu                     | Siddhu          | telugu   | śpiewa w piosence Appudo Ippudo                                                                             |
| 2006 | Kolor szafranu                 | Karan Singhania | hindi    | Nagroda Star Screen za Najlepszy Debiut nominacja do Nagrody Filmfare dla Najlepszego Aktora Drugoplanowego |
| 2006 | Chukkallo Chandrudu            | Arjun           | telugu   | również autor scenariusza i śpiew w playbacku                                                               |
| 2005 | Nuvvostanante Nenoddantana     | Santosh         | telugu   | Nagroda Filmfare dla Najlepszego Aktora (telugu)                                                            |
| 2004 | Aayitha Ezhuthu                | Arjun           | tamilski | |
| 2003 | Boys                           | Munna           | tamilski | |

### Asystent reżysera
| ROK  | Tytuł                 | Język    |
| ---- | --------------------- | -------- |
| 2002 | Kannathil Muthamittal | tamilski |